# مبيض جانبي
المَبيض الجانبي ( كما تسمى أيضًا عضو روزينموللر، أو جانب المبيض)هو بقايا الكُلى الأولية التي تتواجد على جانبي المبيض أو قناة فالوب.

## التشريح
يحتوي المبيض الجانبي على 10-15 أنبوبة عرضية تكون قناة جارتنرالتي تمثل النهاية السفلية لقناة الكلية المتوسطة، ويمر عبر الرباط الرحمي العريض والجدار الوحشي لعنق الرحم والمهبل.
المَبيض الجانب ما هو إلا نظير البربخ عند الذكور.
بينما يقع المَبيض الجانبي على الجانب الوحشي لمساريقا البوق ومساريقا المبيض، يقع مجاور المبيض بشكل أنسي على جانب مساريقا البوق.

## التحليل النسيجي
يتمتع المبيض الجانبي بتحليل نسيجي فريد من نوعه.

## الأهمية الطبية
تكمن الأهمية الطبية للمبيض الجانبي في الاحتراز من تكوين تكيسات جانب المبيض أو الأورام الغددية.

## روابط خارجية
- تشريح دارتموث figures/chapter_35/35-8.HTM
- علم الأجنة السويسري (من جامعة لوزان، وجامعة برن، وجامعة فريبورغ) ugenital/genitinterne05
- genital-016a — صور للجنين مصدرها جامعة كارولاينا الشمالية
- علم الأجنة السويسري (من جامعة لوزان، وجامعة برن، وجامعة فريبورغ) ugenital/genitinterne05

خيارات العرض الأولية
يُمكن استخدام وسيط |وضع= لضبط خيارات عرض القالب الأوليّة:
- |وضع=collapsed: {{مبيض جانبي|وضع=collapsed}} لإظهار القالب مطويًّا، بمعنى إخفاء محتوياته ما عدا الشريط الخاص بالعنوان.
- |وضع=expanded: {{مبيض جانبي|وضع=expanded}} لإظهار القالب ممتدًّا، بمعنى إظهاره كاملًا.
- |وضع=autocollapse: {{مبيض جانبي|وضع=autocollapse}}
  - لإظهار القالب مطويًّا إلى شريط العنوان إذا وُجِد قالب {{وصلات قالب}}، أو قالب {{شريط جانبي}} أو أي جدول يستخدم متغيّر مطوي في الصفحة.
  - لإظهار القالب في وضع الممتد إذا لم يكن هنالك أي عنصر مطوي في الصفحة.

إذا كان وسيط |وضع= غير مضبوطٍ؛ فإن العرض الأولي للقالب يأخذ الوضع من وسيط |افتراضي= في القالب. وضع هذا القالب الحالي مضبوط على autocollapse.
- أدوات مساعدة: تفقد استخدام الوصلات للقالب